# MG-30
MG-30 (нім. Maschinengewehr 30) — австрійсько-швейцарський ручний кулемет, що використовувався деякими арміями країн-членів Осі за часів Другої світової війни.

## Історія
У 1929 році німецький концерн Рейнметалл (нім. Rheinmetall-Borsig) придбав невелику швейцарську збройову фірму Солотурн (нім. Waffenfabrik Solothurn AG), і вже в тому ж році на світ з'явився дослідний ручний кулемет S2-100, також відомий як MG 29. Цей кулемет, сконструйований німцем Луїсом Штанге (нім. Louis Штанге) відрізнявся досить простою і технологічною конструкцією, орієнтованою на використання стандартних на той час металообробних верстатів загального призначення (здебільшого токарних).
Крім того, він мав досить вдалу компоновку з «лінійним» розташуванням прикладу і бічним магазином, пізніше використану Штанге для своєї автоматичної гвинтівки FG-42. Після невеликих доробок в наступному році цей кулемет, що вже мав заводський індекс S2-200, був прийнятий на озброєння австрійською армією під позначенням MG 30, а в наступному, 1931 році, він же був прийнятий на озброєння в Угорщині під позначенням 31М. В обох випадках цей кулемет використовував нові на той момент патрони 8×56R. Що цікаво, велика частина компонентів для нових кулеметів випускалася за контрактом в Австрії, на заводах Steyr-Mannlicher, а в Швейцарії здійснювалося лише остаточне складання та перевірка зброї.

## Конструкція
Ручний кулемет MG-30 був класичним зразком автоматичної зброї з повітряним охолодженням швидкозмінних стволів. Автоматика кулемета використовувала відбій ствола при його короткому ході. Замикання ствола здійснювалося поворотною муфтою з переривчастою різьбою, змонтованої на казенній частині ствола, що під час оберту зчіплювала ствол з затвором, котрий мав відповідну різьбу в головній частині. Стрільба велася з відкритого затвора. Живлення набоями здійснювалося з приставного зліва коробчастого магазина на 30 набоїв, викид стріляних гільз здійснювався вправо. Кулемет допускав ведення автоматичного й одиночного вогню, вибір режиму вогню здійснювався шляхом натискання на нижній або верхній сегменти спускового гачка відповідно.

## Відео
- Firing WWII ZB vz. 26/30 MG30(t) Machine Gun 7,92mm — FULL AUTO [Архівовано 1 лютого 2016 у Wayback Machine.]